# Southern Culture on the Skids
Southern Culture on the Skids è un gruppo rock statunitense attivo dal 1983.

## Storia del gruppo
Il gruppo venne formato nel 1983 in North Carolina, nella città universitaria di Chapel Hill, da uno studente californiano, Rick Miller (chitarrista), con Stan Lewis (cantante), Leslie Land (bassista) e Chip Shelby (batterista); nel 1984 il gruppo pubblicò un primo EP, Voodoo Beach Party, con una etichetta discografica indipendente, la Lloyd St Records, che l'anno successivo pubblicò anche il loro primo album, First Album, con influenze rockabilly.
Il nome della band venne deciso ascoltando una radio in un periodo in cui esistevano molte cover band dei REM, cosa che non piaceva al gruppo che cercava di realizzare qualcosa di diverso ispirato al rockabilly più simile ai Cramps; ascoltando la radio incapparono in una canzone dei REM e alla fine il DJ disse: «Sì, quelli erano i REM, il suono del nuovo sud.»; Rick Miller allora guardò il suo compagno di stanza del college e disse, «Cavolo, se questo è il suono del "nuovo Sud", allora lo preferivo quando era in sbandata» che, in inglese è "I preferred it when it was on the skids".
Questa formazione durò circa fino al 1987, quando Stan Lewis se ne andò seguito poco dopo da Leslie Land che venne sostituita da Mary Huff la quale aveva già fatto parte di una band rockabilly chiamata The Phantoms. La band continuò a esibirsi adottando un sound più country, cosa che non ebbe il successo sperato in quanto la band vide ridursi la mole del proprio seguito di fan. Negli anni ci furono diversi cambi di formazione con Rick Miller come membro fisso, fino a quando non venne raggiunta quella definitiva con la bassista Mary Huff e il nuovo batterista Dave Hartman con la quale venne prodotto nel 1991 il secondo album, Too Much Pork for Just One Fork, caratterizzato da un sound più blues; seguirono negli anni altri album. Nel 1995 firmarono un contratto con la Geffen Records e l'anno successivo venne pubblicato il quinto album del gruppo, Dirt Track Date, che conteneva nuove registrazioni di brani già pubblicati in precedenza; l'album ricevette ottime recensioni e arrivò a vendere oltre 250.000 copie.
Nel 2014 alla band è stata dedicata una mostra organizzata dalla Southern Folklife Collection presso l'Università della Carolina del Nord a Chapel Hill.

## Discografia

### Album in studio
- 1985 - First Album
- 1991 - Too Much Pork for Just One Fork
- 1992 - For Lovers Only
- 1994 - Ditch Diggin’
- 1995 - Dirt Track Date
- 1997 - Plastic Seat Sweat
- 1998 - Zombified
- 2000 - Liquored Up and Laquered Down
- 2003 - Mojo Box
- 2007 - Countrypolitan Favorites
- 2010 - The Kudzu Ranch
- 2013 - Dig This (Ditch Diggin' V. 2)
- 2013 - Mondo Zombie Boogaloo (con The Fleshtones e Los Straitjackets)
- 2016 - The Electric Pinecones
- 2018 - Bootleggers Choice
- 2020 - Kudzu Records Presents Southern Culture On The Skids
- 2021 - At Home with Southern Culture on the Skids

### Live
- 2002 - Live at El Sol
- 2006 - Doublewide and Live
- 2020 - Live at Yep Roc 15: Southern Culture On The Skids

### Singoli ed EP
- 1984 - Voodoo Beach Party (noto anche come Rock-a-Hula-Rock)
- 1990 - Clyde's Lament/C.W. James OO Spy
- 1991 - Come and Get It (Before It Done Gets Cold)/Cicada Rock
- 1992 - Santo! Sings
- 1993 - Peckin' Party
- 1993 - Girlfight
- 1993 - Tantrum (con Don Howland)
- 1993 - Nakema/Johnny B. Badd
- 1993 - Rumors of Surf (split con The A-Bones)
- 1994 - Cockroach Blues/Birdnest Blues (con Don Howland)
- 1994 - White Trash/I'm Branded
- 1994 - The Wedding Bell Twist/Wheels (split con The Coctails)
- 1995 - Hell Blues/Taxman Blues (con Don Howland)
- 1995 - Camel Walk
- 1995 - Soul City
- 1996 - White Trash
- 1996 - Santo Swings
- 1997 - Tidewater Jack/My General Lee (split con Untamed Youth)
- 1997 - House of Bamboo
- 2004 - Southern Culture on the Skids (triplo 7")
- 2007 - Southern Culture on the Skids (EP)
- 2009 - Smells Like Teen Spirit/Come As You Are (split con Los Straitjackets)
- 2014 - Party at My Trouse/Hey Mary(con Fred Schneider)
- 2015 - Silver Bells
- 2016 - Grey Skies
- 2021 - Everybody's Talkin' at Me/Can't Seem to Make You Mine

## Formazione

### Prima formazione
- Rick Miller: chitarra
- Stan Lewis: voce
- Leslie Land: basso
- Chip Shelby: batteria

### Ultima formazione
- Rick Miller: chitarra e voce
- Mary Huff: basso e voce
- Dave Hartman: batteria